# 백발아랫볏박쥐
백발아랫볏박쥐(Chalinolobus nigrogriseus)는 애기박쥐과에 속하는 박쥐의 일종이다. 오스트레일리아 북부 지역과 파푸아뉴기니에서 발견된다.

## 특징
작은 박쥐로 몸길이는 40~48mm, 전완장은 32~37mm, 꼬리 길이는 29~39mm이다. 발 길이는 6.9~9mm, 귀 길이는 7~13mm이고 몸무게는 최대 10g이다.

## 생태
나무 구멍 속과 바위 틈에서 생활한다. 수백 마리의 암컷과 새끼로 이루어진 보육 집단을 형성한다. 해가 진 이후에 먹이를 구하러 나가고, 낮게 날고 조종 가능한 비행을 한다. 물 위를 나는 곤충을 포획하여 먹는다. 9월과 10월 사이, 한 번에 두 마리의 새끼를 낳는다.

## 분포 및 서식지
오스트레일리아 웨스턴오스트레일리아주와 노던준주 북부, 퀸즐랜드주 북부와 서부, 뉴기니섬 남동부, 인근 퍼거슨섬과 멜빌섬, 그루트 에이랜트 등에 널리 분포한다. 해발 최대 300m 이하의 숲과 열대 사바나 지역, 건조 경엽수림. 해안가 덤불 지대에서 서식한다.

## 아종
2종의 아종이 알려져 있다.
- C. n. nigrogriseus - 뉴기니섬, 퍼거슨섬, 케이프요크반도, 퀸즐랜드주 동부 해안, 뉴사우스웨일스주 북동부 지역
- C. n. rogersi (Thomas, 1909) - 퀸즐랜드주 서부, 노던준주, 웨스턴오스트레일리아주 북부, 그루트 에이랜트, 멜빌섬